# Klašnjica
Klašnjica es una localidad de Croacia situada en el municipio de Udbina, en el condado de Lika-Senj. Según el censo de 2021, tiene una población de 1 habitante.

## Demografía
| Gráfica de población de Klašnjica 1857-2011                         |
|                                                                     |
| Según los censos de población de la Oficina de Estadísticas Croata. |